# Lista de personagens de Final Fantasy VII
Esta é a lista de personagens do jogo de RPG eletrônico Final Fantasy VII.

## Personagens principais

### Cloud Strife
Cloud Strife (クラウド・ストライフ, Kuraudo Sutoraifu) é o protagonista do RPG da Squaresoft (agora conhecida como Square Enix) Final Fantasy VII. Sua aparência é marcada pelo cabelo loiro espetado, olhos com estranha coloração azul (uma característica dos pertencentes ao grupo SOLDIER causado pela exposição a energia mako), roupa de cor preta , e sua Buster Sword (uma espada com uma característica em especial, a lâmina de tamanho exagerado). A princípio, Cloud se mostra frio, triste e indiferente, mas aos poucos vai mudando e se adaptando a sua função como líder. 

### Aerith Gainsborough
Aerith Gainsborough (エアリス・ゲインズブール, Earisu Geinzubūru) é uma das protagonistas. É relatado no jogo que ela é a última Cetra sobrevivente, ou "Ancient", uma das raças mais antigas do planeta. Nos tempos de planejamento de Final Fantasy VII, Aerith foi escolhida para ser uma das três protagonistas: ela, Cloud e Barret. Durante um telefonema para Kitase, foi sugerido que em algum ponto no jogo, um dos personagens principais deveria morrer, e depois de muita discussão para saber se deveria ser Barret ou Aerith, os produtores escolheram Aerith. Nomura disse na Electronic Gaming Monthly de 2005 em uma entrevista: "Cloud é o personagem principal, então você não pode matá-lo. E Barret...  [sic] bem, isso é meio óbvio." Enquanto fazia o design para Final Fantasy VII, Nomura estava frustrado com o "clichê perene onde o protagonista ama alguém muito e então deve se sacrificar e morrer em um dramático jeito de expressar aquele amor." Ele encontrou essa metáfora em ambos os filmes e videogames dos EUA e Japão, e perguntou "É certo colocar tal exemplo para as pessoas?"" Kitase concluí:
No mundo real as coisas são muito diferentes. Você precisa olhar a sua volta. Ninguém quer morrer desse jeito. Pessoas morrem de doenças e acidentes. A morte vem de repente e não há noção de bom ou mal. Isso deixa, não uma sensação dramática mas um grande vazio. Quando você perde alguém que ama muito você sente esse gigantes espaço vazio e pensa, "Se eu soubesse que isso ocorreria, eu teria feito coisas diferentes." Esses são os sentimentos que eu quis que os jogadores sentissem com a morte prematura da Aerith no jogo. Sentimentos de verdade, e não de Hollywood.Original {{{{{língua}}}}}:  Edge, Maio 2003— Yoshinori Kitase

### Vincent Valentine
Vincent Valentine (ヴィンセント・ヴァレンタイン, Vinsento Varentain) é o protagonista do jogo Dirge of Cerberus: Final Fantasy VII. Nos subterrãneos da mansão Shinra hiberna um ser que não se considera mais um humano. Vincent Valentine já fora um Turk muito tempo antes, mas amou uma pessoa que não devia, a jovem Lucrecia. Lucrecia era uma pessoa obcecada por Hojo, e em troca desse amor ela faria tudo, inclusive se submeter às experiências desumanas do cientista.
Ao saber que Hojo usou Lucrecia como cobaia Vincent tentou para-lo, mas era tarde demais. Ele foi morto ao tentar tirar satisfações de Hojo, este, considerou que a morte não seria o bastante para ele e decide puni-lo ainda mais, injetando o DNA de Jenova em seu cadáver. Vincent então revive mas seu metabolismo muda para sempre e ele sofre mutações de acordo com seu temperamento se transformando em bestas perigosas. Anos mais tarde, mesmo um pouco relutante o ex-Turk resolve se juntar ao grupo de Cloud em nome de seu ódio pela Shinra e Hojo.
Vincent é uma pessoa sombria e amargurada. Intimamente ele deseja encontrar um caminho, mas em seu coração apenas está o pessimismo e a certeza de nada do que faça mudará o terrível passado de Lucrecia. O passado que ele não pode evitar.

### Sephiroth
Sephiroth (セフィロス, Sefirosu) é o principal antagonista do jogo. Foi criado pelo designer de personagens de Final Fantasy VII, Tetsuya Nomura. O ilustrador Yoshitaka Amano, juntamente com Nomura, desenhou os esboços de Sephiroth. Ele tem cabelos prateados, olhos com pupilas de gato e veste um sobretudo preto decorado com adornos metálicos. Nomura revelou que Sephiroth foi imaginado como um contraste completo ao protagonista do jogo, Cloud Strife. Sua arma, a  Masamune, que aparece em diversos títulos Final Fantasy, é uma espada longa, e só pode ser usada por Sephiroth. A Masamune tem tal nome como referência ao famoso ferreiro japonês Goro Nyudo Masamune, cujas lâminas que criou são consideradas tesouros nacionais no Japão até hoje. Seu nome vem da Kabbalah, em que os dez sephirot na Árvore da Vida representam os dez atributos que Deus pode usar para se manifestar.

### Zack Fair
Zack Fair (ザックス・フェア, Zakkusu Fea) é o protagonista do jogo Crisis Core: Final Fantasy VII. A resposta crítica ao personagem foi geralmente positiva. Na lista da IGN dos dez melhores personagens de Final Fantasy VII, Zack ficou em sexto lugar, com Dave Smith, do IGN, notando que "sua cena de check-out" em Crisis Core como épica.

## Outros personagens importantes

### Tifa Lockhart
Após a tragédia de Nibelheim, Tifa fora salva e trazida para Midgar, onde refez a sua vida construindo o bar Seventh Heaven. Não se conformando com todo o mal que a Shinra fez a ela e a todos que ela ama, ela começa a apoiar a AVALANCHE e ajudar na luta pelo futuro do Planeta. As coisas mudam quando um amigo de infância Cloud ressurge depois de muito tempo, agonizando as portas da metrópole da Shinra. Ele parecia confuso, contando coisas que só Tifa deveria saber e alegando estar em situações onde nunca esteve. Se preocupando com seu amigo e visando mantê-lo por perto ele o apresenta a Barret que lhe oferece um trabalho. Tifa é uma pessoa que viveu muitas tragédias, mas nunca hesitou em momento algum e sempre lutou para seguir em frente. Atrás de seu bom humor e animo está um coração amargurado que se preocupa muito com Cloud e com a real verdade sobre os fatos ocorridos em Nibelheim 5 anos antes.

### Yuffie Kisaragi
Após ter perdido a guerra para a Shinra, o guerreiro Godo, líder de Wutai começa a se preocupar com a segurança da população e desiste de retomar a honra de sua nação permitindo que Wutai admitisse sua derrota e vivesse apenas do turismo. Porém descontente com a decisão de seu pai, a filha de Godo, Yuffie Kirasagi se desentende com ele e parte para o mundo tentando recuperar o que antes fazia de Wutai uma grande potencia, suas Matérias. É então que o grupo de Cloud topa com a ninja em uma floresta e ela se convida para acompanhar o grupo pretendendo roubar as matérias deles mais tarde. Yuffie é uma garota temperamental, teimosa, hiper-ativa e uma verdadeira cleptomaníaca quando se trata de matérias. E ela fará de tudo para roubar as que Cloud e seus amigos possuem.

### Barret Wallace
Barret é um homem que perdeu tudo pelas atrocidades da Shinra. Sua cidade Corel, suas esposa e seus sonhos foram dizimados pela explosão de um Reator Mako. Buscando acobertar a verdade dos olhos do mundo a Shinra culpou os próprios cidadãos pelo incidente alegando um ato criminoso e com isso Barret perdeu seu braço e seu melhor amigo.
Após tudo isso Barret encontra a verdade sobre o mal que a Shinra faz ao Planeta em Cosmo Canyon, e então ele toma para si a missão de combater a empresa se tornando o líder do grupo eco-terrorista AVALANCHE. Barret tem apenas uma coisa que ainda não perde, sua pequena filha Marlene. Barret parece um homem rude graças a seu temperamento nervoso, sua intransigência e sua boca suja, mas na verdade é uma pessoa doce com as crianças e que valoriza muito seus companheiros.

### Red XIII
Apesar da aparência bestial, Red XIII é um ser com uma inteligência superior a dos humanos normais. Ele é o ultimo de uma raça que protege há muito tempo Cosmo Canyon. Red XIII tem um temperamento calmo, sério e cético e acima de tudo odeia seu pai, que segundo ele deixou sua mãe morrer e fugiu em pleno combate invés de proteger Cosmo Canyon.
Em suas andanças pelo mundo ele acaba sendo capturado por Hojo que o usa de cobaia para vários experimentos, mas através disso ele conhece Cloud e seu grupo e então seguindo os conselhos de seu avo postiço Bugenhaguen, ele passa a lutar pelo futuro do Planeta.

### Cait Sith
Cait Sith é um gato robótico que é amigável, mas não muito confiável. Ele anda nas costas de um moogle de pelúcia que é responsável pelos combates da dupla, enquanto Cait Sith o lidera por megafone. Ele pode ser reconstruído e substituído, fato que ocorre diversas vezes na série. Ele é controlado por Reeve Tuesti, que tinha como objetivo durante Final Fantasy VII se infiltrar no grupo de Cloud e sabotar suas tentativas de resistência pelas exigências da empresa onde trabalhava. Após Cait Sith se unir a Cloud sob o disfarce de vidente, ele passa a viajar com a equipe, rouba a chave para o Temple of the Ancients e a entrega aos Turks. Em seguida, Reeve muda de opinião, e após revelar que Marlene está sob sua guarda, Cait Sith tem permissão para continuar na equipe.

### Cid Highwind
Cid é um grande piloto e projetista que é facilmente caracterizado por sua peculiar intransigência, pelo hábito de fumar sem parar e pelo seu vocabulário nada polido. Dentre seus maiores feitos estão à construção da aeronave Highwind e o primeiro projeto espacial da Shinra. Ser o primeiro homem a chegar ao espaço é o sonho de Cid, que foi arruinado no passado pelo excesso de zelo de sua assistente Shera. Para salvar a vida dela ele impede que o foguete parta segundos após sua ignição, e por conseqüência o projeto é cancelado e o sonho de Cid arruinado. Ele nunca perdoou Shera por isso a tratando muito mal e a intimando a fazê-la trabalhar como empregada doméstica. Cid na verdade gosta de Shera, mas nunca admitiria isso. Ele entra pro grupo de Cloud ao acaso quando a Shinra abusa de sua paciência tentando-lhe tirar mais um de seus veículos.

### Rufus Shinra
Após a morte do Presidente Shinra, por Sephiroth, Rufus vira o presidente. Ele é desumano e vaidoso, um mercenário que coloca os interesses pessoais a frente de todo o resto. Nunca se importou com a morte de seu pai, na verdade ele demonstrou estar feliz em deixar de ser ex-presidente da Shinra.
Sua morte é uma duvida que prega no jogo e não é explicada em "Advent Children" (o filme), pois Cloud não se permite ouvir a história.

### Turks
É o nome não-oficial do setor de investigação de assuntos gerais da compania de energia elétrica Shinra. Trabalham no departamento de segurança publica sobre comando de Heidegger. Executam "trabalhos sujos" como sequestros e assassinatos; Uma das funções principais é recrutar candidatos a SOLDIER à força.
O uniforme dos Turks é um terno azul-marinho.

#### Reno
É conhecido como o mais rápido dos Turks. É convencido, cínico e preguiçoso. Tem um rabo-de-cavalo vermelho e seu uniforme, diferente dos demais Turks, é desleixado e amarrotado. Em Final Fantasy VII é tido como antagonista. Usa um bastão eletro-magnético e está sempre com Rude.

#### Rude
Rude é o principal companheiro de Reno. É aficionado por bombas e no filme Advent Children usa uma para ajudar Cloud.

#### Elena
É a novata dos Turks, no jogo ainda esta em fase de treinamento e apesar de algumas gafes, mostra potencial.

### Professor Hojo
Um cientista sem escrúpulos que é obcecado pelo poder, destrói a vida de muitas pessoas e é odiado por muitos, especialmente Vincent Valentine.

### Jenova
Um ser extra planar que tentou destruir o planeta 2000 anos antes dos acontecimentos do jogo, mas acabou fracassando. Foi encontrada pela Shinra e suas células foram usadas para a criação de soldados.

## Outros

### AVALANCHE
Grupo dito pela Shinra como terrorista, que tem como objetivo salvar a vida do planeta que vem sendo sugado pela empresa Shinra. O grupo AVALANCHE tem bons motivos para lutar, mas toma de ações violentas para alcançar seus objetivos. É liderado por Barret e conta com a ajuda de Tifa e Cloud.

#### Biggs
Membro da AVALANCHE, respeita muito Barret e os esforços do grupo AVALANCHE. Morre quando o presidente da Shinra ordena destruir toda a cidade do Setor 7 para se livrar do grupo AVALANCHE.

#### Wedge
O gordinho da Avalanche, um ótimo coração e de muita utilidade, apesar de não falar muito, lutou até o fim. Morre pouco antes do incidente do Setor 7, quando tentava impedir a destruição da cidade.

#### Jessie
Membro do grupo AVALANCHE, apesar de conhecer Cloud por pouco tempo demostra gostar muito dele. Ela é perita em sistemas de computadores, ajuda o grupo falsificando documentos e se infiltrando em bancos de dados da Shinra. Ela é morta pela Shinra no incidente do Setor 7.

### Bugenhagen
O suposto avó de Nanaki (red XIII).
Um ser humano com o conhecimento fantastico, até maior que o do próprio Nanaki. Muito respeitavel e peça chave para a história.

### Dio
Dio é o dono da Gold Saucer. Ele possui uma coleção pessoal de objetos exóticos na arena da Gold Saucer.

### Don Corneo
Don Corneo é dono de um prostíbulo chamado Honney Bee Inn em Wall Market. Além de possuir boas informações sobre os terríveis planos da Shin-Ra de derrubar o sector7 para colocar a culpa na AVALANCHE, ele é responsável pelo rapto planejado de Tifa, a qual é resgatada por Cloud (vestido de mulher) e Aeris.

### Dyne
Amigo de Infancia de Barret, Marlene é sua Filha biologica.

### Elmyra
Elmyra Gainsborough é a mãe adotiva de Aeris Gainsborough.
Enquanto esperava na estação de trem pela volta de seu marido, da guerra(que nunca voltou), ela encontra a mãe biologica de Aeris(Aerith) morrendo, então ela pede para que Elmyra cuide de Aeris. Elmyra se apega a criança e com o tempo, ela descobre os poderes que aquela criança possui.

### Professor Gast
Professor Gast foi um dos líderes do departamento de pesquisas científicas da Shinra. É o pai de Aerith e o exponte do projeto JENOVA.

### Ifalna
É a mãe biológica de Aeris, e esposa do Professor Gast. Junto com Aeris, são os únicos Cetras que aparecem no jogo.

### Johnny
Aparentemente um velho amigo de Tifa, demonstra ter uma queda por ela. Viaja o mundo encontrando o grupo e algumas ocasiões cômicas.

### Godo
Godo Kisaragi (ゴドー・キサラギ, Godō Kisaragi) é o pai de Yuffie e líder de Wutai.

### Lucrecia
Lucrecia Crescent (ルクレツィア・クレシェント, Rukuretsia Kureshento) é a verdadeira mãe de Sephiroth, e o grande amor de Vincent Valentine.

### Marlene Wallace
Marlene Wallace é filha de Dyne, amigo de Barret, que a adotou após pensarem que Dyne morreu.

### Seto
Seto é o pai de Red XIII (Nanaki); O filho pensava que o pai era um covarde e que havia fugido de uma importante batalha em Cosmo Canyon, mas, depois, ele descobre que, na verdade, Seto enfrentou o inimigo e acabou sendo petrificado.

### Shera
Ajudante de Cid Highwind, ela sempre esteve preocupada com Cid e essa preocupação acabou arruindando os sonhos de Cid.

### Zangan
Professor de Artes Marciais da Menina Tifa.
Ele possuia mais de 280 alunos ao redor de todo o mundo e Tifa é uma de seus pupilos.

### Executivos da Shinra

#### President Shinra
O Presidente da Companhia de Energia Shinra. Pai de Rufus Shinra.
Um homem muito poderoso que seria capaz de acabar com uma cidade inteira apenas para manter seu poder, e é isso que ele faz. Sua vida corre perigo, por que Sephiroth está atrás dele.

#### Reeve Tuesti
O Cabeça do Setor de Desenvolvimento da cidade de Midgar.
Empregado pela Shinra para espionar o restante do grupo AVALANCHE, Reeve cria um Robo chamado Cait Sith e entra para o grupo de Cloud, porém, por ser um homem de bom coração e que quase sempre se opos ao antigo presidente Shinra, ele acaba aderindo aos ideais do grupo a que se uniu.

#### Mayor Domino
O verdadeiro prefeito da cidade de Midgar. Apesar de ser prefeito, ele não atua, pois a empresa Shinra mantem ele ocupado cuidando de livros. Ele gostaria de ajudar a cidade e demonstra na gostar da Shinra, porém a empresa é muito mais poderosa que ele.

## Personagens deAdvent Children

### Kadaj
Kadaj é um tipo de larva para Sephiroth.
Devido a sephiroth estar completamente em sua cabeça isso faz com que Kadaj tenha surtos, ele é realmente problemático e trata "Cloud" sendo uma ovelha negra da familia Jenova
Possui um carinho enorme por seus irmãos (Loz & Yazoo) e por sua "mãe" (jenova) Sendo assim um completo louco e respeitoso por sua figura materna
-mãe?

### Loz
Um dos irmãos de kadaj junto com Yazoo, que servem a vontade de jenova, o mais chorão, porém possui bastante maestria em combate, utiliza uma especie de "soco inglês" na parte superior do pulso do braço esquerdo, carregado com energia "mako" que faz suas vitimas  serem sobrecarregadas com esse energia, causando o desmaio ou até mesmo a morte.

### Yazoo
Misterioso e o mais calado dos 3 irmãos, possui grande destreza com a "gunblade" e é o membro mais sarcástico, sendo irônico em momentos sérios

### Denzel
É um menino orfão que mora com Tifa, Marlene e Cloud. É educado e se preocupa com o bem estar de todos com quem convive.
Em uma das cenas do filme Advent Children, na hora em que Vincent Valentine passa por Denzel e Tifa, Denzel se assusta com a aparência de Vincent e pergunta à Tifa "Quem são eles?"

## Personagens deDirge of Cerberus

### Weiss
Weiss (Junpaku não Vaisu Teiō, lit. "Imperador Weiss o branco puro") é um membro da Tsviets e um dos antagonistas do Final Fantasy VII Dirge of Cerberus. Ele é dublado por Dave Barco na versão em inglês e Nakata Jouji na versão japonesa. Seu nome vem da palavra alemã Weiß, que significa branco.
Um misterioso SOLDIER que comanda a Deepground, declarou uma caçada no mundo, três anos após o Meteor crise. Ele recebeu o título de imperador e é o mais forte Tsviet, bem como o primeiro membro. Ele é o irmão de Nero o Sable, e eles estão muito próximos uns dos outros

### Grimoire Valentine
Grimoire (ou Gilmore) era um empregado da corporação Shinra, é o pai de Vincent Valentine, no desenrolar da historia no jogo Dirge of Cerberus: Final Fantasy VII, mostra que Grimoire trabalhava com Lucrecia em pesquisas, inclusive sobre os WEAPONS, mas ocorre um acidente no laboratório e Grimoire é atingido na explosão de um dos equipamentos e morre. Anos depois, Vincent vem a trabalhar com Lucrecia e descobre tudo sobre a morte de seu pai, Grimoire aparece em uma das cenas do jogo Dirge of Cerberus: Final Fantasy VII, quando o equipamento explode e ele é atingido.

## Personagens deCrisis Core

### Lazard
Director Lazard é um homem honrado que tenta controlar o setor da soldier em ordem, porém ele perde sua autoridade quando seus 3 SOLDIERS fogem.
Lazard desaparece e depois de 4 anos ele volta como Clone de Angeal para salvar a vida de Cloud e Zack.

### Angeal
Mentor de Zack e portador da espada que atualmente Cloud usa, a buster Sword, que foi passada para Zack, e posteriormente a Cloud. Angeal é um dos mais poderosos SOLDIER de ShinRa, igualando sua força à de Sephiroth.

### Gillian
Mãe de Angeal. No começo do jogo, Zack visita-a para ter noticias de Angeal e Genesis que desaparecem, quando encontra Angeal e Genesis, volta para revê-la e a encontra morta.

### Hollander
Foi responsavel pela implantação das células de JENOVA em Genesis e Angeal. Tem muitos projetos relacionados a criação de seres super poderosos.
Seu maior projeto foi o ramo G do projeto JENOVA. Ele tem uma richa em particular com Prof. Hojo.

### Cissnei
Agente da TURKs
Nunca revelou seu verdadeiro nome, se da muito bem com Zack e desiste de algumas missões para preservar a vida de Zack e Cloud.

### Genesis
Genesis era um soldado do mesmo nivel de Sephiroth e Angeal. Os três eram como um grupo, os melhores soldados de Shinra, mas havia um cientista chamado Hojo que fazia experimentos com as células de Jenova, a alien que queria destruir o planeta e dominar o lifestream.
Genesis era uma cobaia como Angeal e muitos outros, mas iria se transformar em um monstro louco se não usasse celulas humanas (Zack). Então ele usou Zack para continuar sano, mas com o tempo acabou revelando a Seraph que ele também era uma experiência, talvez pela inveja dele ter sido a experência perfeita. Sephiroth ficou desconfiado e desesperado e logo nomeou Jenova como sua mãe. Genesis adorava uma deusa chamada Minerva e escreveu um livro chamado Loveless, em que fazia dela sua filosofia de vida.  (NECESSITA CORREÇÃO)